# 史蒂芬金之鬼店
《鬼店》（英語：The Shining），又稱為《史蒂芬·金之鬼店》（Stephen King's The Shining）是分成三集的恐怖電視迷你影集，改編自史蒂芬·金的同名小說《閃靈》。由米克·蓋瑞斯執導，史蒂芬·金編劇。這系列於1997年公開放映。

## 劇情簡介
作家傑克為了能夠靜心寫作，帶著妻子溫蒂與兒子丹尼來到被大雪封閉、與世隔絕的山間飯店裡，在這空曠華麗的建築物中度過整個冬季。關於這間飯店有一個恐怖的傳說，它的前一任管理者突然喪心病狂，用斧頭殘忍的殺死了自己的妻子和孩子，對此，傑克一笑而過，不以為意。
飯店裡的生活舒適而愜意，就在大家漸漸淡忘了恐怖傳說之時，丹尼卻發現了一些科學無法結識的現象。莫名其妙出現的房間、神出鬼沒的幽靈，午夜酒吧中聚集的人群和陌生的侍者，這一切都顯示著這幢房子並不尋常。更可怕的是，傑克似乎被某些不知名的力量吸引和改變著，他開始變得殘暴起來。

## 演員
- 斯蒂文·韋伯 飾 Jack Torrance（英语：Jack Torrance）
- 瑞贝卡·德·莫妮 飾 Wendy Torrance
- Courtland Mead（英语：Courtland Mead） as Danny Torrance（英语：Danny Torrance）
- Wil Horneff（英语：Wil Horneff） as Tony/Adult Danny
- Melvin Van Peebles（英语：Melvin Van Peebles） as Dick Hallorann
- Pat Hingle as Pete Watson
- Elliott Gould（英语：Elliott Gould） as Stuart Ullman
- John Durbin（英语：John Durbin） as Horace Derwent
- Stanley Anderson（英语：Stanley Anderson） as Delbert Grady
- Cynthia Garris as Lorraine Massey (Woman in Room 217)
- Lisa Thornhill（英语：Lisa Thornhill） as Rita Hayworth Look-alike
- Michael O'Neill（英语：Michael O'Neill (actor)） as Doctor Daniel Edwards
- Jan Van Sickle as Al Shockley
- Stephen King as Gage Creed, the orchestra conductor

## 外部連結
- 互联网电影数据库（IMDb）上《The Shining》的资料（英文）
- Movie Junk Archive—Stephen King's The Shining（页面存档备份，存于）
- The Stanley Hotel Official website（页面存档备份，存于）